# Sterreria lundini
Espèce
Sterreria lundini est une espèce de némertodermatides de la famille des Nemertodermatidae, des vers marins microscopiques.

## Répartition
Cette espèce est endémique de l'océan Atlantique Nord-Est.

## Description
Sterreria lundini mesure jusqu'à 4 mm.

## Étymologie
Cette espèce est nommée en l'honneur de Kennet Lundin.

## Publication originale
- Meyer-Wachsmuth, Curini Galletti & Jondelius, 2014 : Hyper-Cryptic Marine Meiofauna: Species Complexes in Nemertodermatida. PLOS ONE, vol. 9, no 9, p. e107688.